# Романова, София Максимовна
София Максимовна Романова (род. 17 сентября 1950, Алма-Ата) — казахстанский учёный в области гидрохимии, доктор географических наук, профессор кафедры неорганической химии КазНУ им. Аль-Фараби.

## Биография
Родилась в семье служащего в г. Алма-Ата. Отец, Максим Милютин, и мать Клавдия были одними из первых специалистов, которых в 1946 году после Великой Отечественной войны направили в Казахстан для налаживания работ по градостроительству. Отец участник войны.
Окончила среднюю школу № 77 с серебряной медалью в 1967 году.
В том же году поступила на химический факультет КазГУ им. С. М. Кирова. В 1972 году с отличием оканчивает химический факультет и остается работать на той же кафедре: старший лаборант, инженер, младший научный сотрудник, ассистент, ст. преподаватель, доцент, профессор.
Начиная со студенческих лет (с 3 курса химического факультета), под руководством профессора Б. А. Беремжанова и М. А. Ибрагимовой участвовала в работе экспедиционных отрядов кафедры неорганической химии в бассейны рек Ертис, Сырдария, Тобыл, Аят, Талас, Асса и др. В стационарных условиях она продолжала проводить научно-исследовательскую работу по решению вопросов формирования и метаморфизации химического состава воды названных рек.
В последующие годы — исполнитель и ответственный исполнителем нескольких хоздоговорных тем по гидрохимии реки Или и оросительных систем в её низовье, Лебяжинской системы орошения в Павлодарской области, реки Сырдарии и оросительных систем в её бассейне, водоёмов — охладителей Экибастузских ГРЭС — 1 и 2, современного состояния озера Балкаш, Большого Алматинского канала и Бартогайского водохранилища. Данные темы входили в координационные планы НИР АН РФ и НАН РК по проблемам «Неорганическая химия» и «Экология».
В 1988 году защитила кандидатскую диссертацию в специализированном совете Гидрохимического Института (г. Ростов-на-Дону) на тему: «Гидрохимия рисовых оросительных систем в бассейне реки Или» по специальности «11.00.10 гидрохимия».
Сейчас С. М. Романова является профессором химического факультета КазНУ им. аль-Фараби. Помимо химических дисциплин (неорганическая химия, теоретические основы неорганической химии, химия элементов, неорганический синтез), читает специальные курсы для студентов химического, географического и биологического факультетов: гидрохимия; теоретические основы гидрохимии; химия природных вод РК; химия природных вод и солей Казахстана; химия и технология кислот, солей, оснований из галургического сырья и основы переработки отходов химического производства; охрана вод суши; физико-химическое исследование природных вод; теория и практика прикладной гидрохимии; использование галургического сырья для получения неорганических веществ; минеральное сырье Казахстана; добыча солей из соляных озёр и способы переработки на неорганические вещества; системы управления ХТП; химическая технология неорганических веществ, кислот, солей и оснований из галургического сырья.

### Послужной список
- 1957—1967 учащаяся средней школы № 77 г. Алматы (серебряная медаль).
- 1967—1972 студентка химического факультета КазГУ им. С. М. Кирова, г. Алма-Ата, диплом с отличием по специальности «химия — неорганическая химия».
- 1972—1973 старший лаборант проблемной лаборатории химии и химической технологии химического факультета КазГУ им. С. М. Кирова.
- 1974—1980 старший инженер проблемной лаборатории химии и химической технологии химического факультета КазГУ им. С. М. Кирова.
- 1980—1987 младший научный сотрудник кафедры неорганической химии хим. Факультета КазГУ им. С. М. Кирова.
- 1987—1990 ассистент по науке кафедры неорганической химии хим. Факультета КазГУ им. С. М. Кирова.
- 1986—1988 гг. — член организационного комитета и член жюри Республиканской и Всесоюзной Олимпиад «Студент и научно-технический прогресс».
- 1987 г. — защитила кандидатскую диссертацию по теме: «Гидрохимия рисовых оросительных систем в бассейне реки Или» в специализированном совете Гидрохимического института (г. Ростов-на-Дону, Россия).
- 1988 г. — присуждена ученая степень кандидата географических наук.
- 1990—1992 старший преподаватель кафедры неорганической химии химического факультета КазГУ им. С. М. Кирова.
- 1992—2007 доцент кафедры неорганической химии хим. Факультета КазНУ им. Аль-Фараби.
- 1994 г. Утверждена в ученом звании доцента по специальности «экология».
- 1998 г. Награждена Travel Grant Сороса за выдающиеся заслуги в развитии науки в Казахстане (за 1987—1997 гг.).
- 2006 г. Защитила докторскую диссертацию по теме: «Антропогенная трансформация гидрохимического режима и качества вод бессточных водоемов Казахстана».[2]
- 2006 г. — разработчик ГОСО. Специальность 06N0720 «Химическая технология неорганических веществ» (магистратура).
- 2007 г. Присуждена ученая степень доктора географических наук.
- 2007  — 2022  — профессор кафедры неорганической химии хим. Факультета КазНУ им. Аль-Фараби.
- 2007  — 2010  — член специализированного Совета  Института географии по присуждению ученых степеней.
- 2008 г. —  2011  —  Член экспертного совета по экспертизе тестовых заданий госаттестации Комитета по надзору и аттестации в сфере образования и науки МОН РК.
- 2009 г. — присуждено ученое звание профессора по специальности «География (гидрохимия)».
- 2011г. Победитель Гранта "Лучший преподаватель ВУЗа Казахстана"

- 2023 г. — По настоящее время ГНС Института Зоологии, лаборатория гидробиологии и экотоксикологии.

### Труды
В 1987—1994 годы С. М. Романова вместе с ученицей К. О. Батаевой и сотрудниками С. С. Крученко, У. Ж. Джусипбековым провели фундаментальные исследования по изучению процессов в водных и слабокислых системах, содержащих отходы фосфорного производства и компоненты донных отложений водоёмов. Установлено, что твердые отходы: фосфорный шлак и фосфогипс постоянно подвергаются воздействию кислотных осадков с образованием растворимых солей тяжелых металлов с последующим переходом их в почвы, донные отложения водоемов и водотоков, где протекают различные процессы, способствующие как загрязнению, так и самоочищению водных масс. Полученные результаты подтвердили научнообоснованный прогноз количества хранения отходов фосфорной промышленности и теоретически выведенные схемы процесса поглощения микроэлементов неорганическими солями и донными отложениями озера Балхаш.
В 1988—2003 годы С. М. Романовой с ученицей Н. Б. Казангаповой получены важные научные и практические результаты по изучению гидроэкологических последствий антропогенного воздействия на озера аридной зоны (на примере оз. Балхаш). Итоги этих исследований отражены в докторской диссертации: «Антропогенная трансформация гидрохимического режима и качества вод бессточных водоемов Казахстана» (защищена в 2006 году), в 2 монографиях и 3 учебных пособиях. Проведенные фундаментальные исследования и выявленные при этом закономерности позволили разработать научно-практическую концепцию, являющуюся основой для понимания особенностей процессов солеобразования и соленакопления, самоочищения водных масс природных и искусственных водоемов аридных зон Казахстана. Впервые получено реальное представление о роли антропогенных факторов на протекание гидрохимических процессов в водоемах в современный и многолетний периоды. Выявлены отличительные особенности бессточных водоемов аридных зон, влияние континентальное™ климата на гидрохимию, а также доказана исключительная самоочищающая способность природных вод Казахстана.
Профессор С. М. Романова совместно с  Д.Ж. Куншыгар провела научно-исследовательскую работу по изучению процессов формирования химического состава и качества воды рек Северного склона Заилийского Алатау (Иле Алатау).
По результатам научных исследований опубликовано более 500 научных и методических трудов, в том числе 9 монографий, 22 учебных пособий, 1 научное исследование (в соавторстве) под названием «Утилизация стеклобоя в производство строительных материалов», более 30 авторских свидетельств. Научные результаты докладывались на многих международных симпозиумах, съездах, Всесоюзных и республиканских конференциях: Stockholm (Sweden), Montpellier (France), Junteren (the Netherlands Bangkok (Tailand), Budapest (Венгрия), Урумчи — Синьцзян (Китай); Москва, Новочеркасск, Пермь, Иркутск, Ростов-на-Дону, Волгоград, Саратов, Санкт-Петербург, Белгород (Россия); Ашхабад (Туркменистан), Тбилиси (Грузия), Рига (Латвия), Фрунзе, Ош (Кыргызстан), Баку (Азербайджан), Львов (Украина), Саранск (Мордовия), Самарканд (Узбекистан); Караганда, Петропавловск, Актюбинск, Балхаш, Шымкент, Усть-Каменогорск, Павлодар, Кокшетау, Семипалатинск, (Казахстан) и др.
Профессор С. М. Романова являлась членом оргкомитета ряда международных конференций по гидрохимии и гидроэкологии. Наряду с успешным развитием теоретических вопросов С. М. Романова способствует практической реализации своих исследований. Так, под её соруководством на АО «Нодфос» (г. Тараз) проведены укрупненно-лабораторные испытания способа селективного извлечения цианидных газов с последующим получением синего пигмента. Результаты ряда работ внедрены в Банк гидрохимической информации Общегосударственной Службы Наблюдений и Контроля «Ежегодники качества поверхностных вод и эффективности проведенных мероприятий деятельности Казахского УГКС за 1987—1990 гг.» и в государственный водный кадастр «Ежегодные данные о качестве поверхностных вод суши». Проведено 6 внедрений НИР в учебный процесс для старших курсов.
Ею в соавторстве изданы работы методического характера: 11 разработок. 9 руководств, 15 пособий, 32 тезиса докладов и статей. Среди них необходимо отметить:
1. Романова С. М., Кунанбаева Г. С. Карбонатно-кальциевое равновесие природных вод: метод, пособие для магистрантов по спецкурсу «Химия природных вод и солей Казахстана». — Алматы: Қазақ. ун-ті, 2002. — 32 с.
2. Романова С. М. Практикум по гидрохимии: учебно-метод. пособие.- Алматы: Қазақ университеті, 2007. — 82 с.
3. Романова С.М., Пономаренко О.И.  Вопросы и упражнения по дисциплине ВОУД. Неорганическая химия(уч.- метод.пособие).- Алматы: Қазақ ун-ті, 2015.- 142 с. ISBN 978-601-04-1417-4
4. Romanova S.М., Ponomarenko O.I., Matveyeva I.V. Questions and exercises on discipline "Inorganic chemistry" for the specialty "Chemical technology of inorganic substances". - Educational- methodical handbook.-Almaty:Qazag university, 2016.-202p. ISBN 978-601-04-2061-8
5. Romanova S.М., Ponomarenko O.I., Matveyeva I.V. Questions and exercises on discipline "Мineral raw materials of Kazakhstan. Low-waste technology" for the specialty "Chemical technology of inorganic substances". - Educational- methodical handbook.-Almaty:Qazag university, 2016.-169p.

Ею в соавторстве составлен Госстандарт РК высшего профессионального образования по специальности «Химическая технология неорганических веществ» (магистратура), выигравший тендер в 2004 г., 2006 г.; разработан ряд типовых программ по общей, неорганической химии и гидрохимии.
Является членом диссертационного совета при ТОО «Институт географии» АО ЦНЗМО по защите кандидатских и докторских диссертаций по трем специальностям; членом экспертного совета по экспертизе тестовых заданий госаттестации Комитета по надзору и аттестации в сфере образования и науки МОН РК; членом Международной академии экологии (эксперт-эколог); членом Ученого совета химического факультета КазНУ им. аль-Фараби. Практически ежегодно официально оппонирует кандидатские и докторские диссертации.
За многолетнюю научную и педагогическую работу она неоднократно награждалась грамотами ЦК ЛКСМ Казахстана, грамотами и дипломами КазНУ им. аль-Фараби. С. М. Романова — обладатель Международного индивидуального гранта Travel Grant за успехи в научной деятельности в Казахстане (1988), "Лучший преподаватель ВУЗа Казахстана (2011).

## Публикации
- Практикум по неорганической химии: учебное пособие.- Алматы: Қазақ университеті, 2002. — 288 с. /Соавт.: М. М. Буркитбаев, Н. Н. Нурахметов, Г. С. Куанышева, К. К. Токсеитов, Г. В. Абрамова, К. Б. Бекишев.
- Озеро Балхаш — уникальная гидроэкологическая система. Алматы: ДОИВА-Братство, 2003. 176 с. /Соавт.: Б. Казангапова.
- Гидрохимия и гидроэкология оросительных систем Казахстана (бассейн р. Или). Алматы: ДОИВА-Братство, 2003.- 181 с.
- Химия природных вод: курс лекций. Алматы: ДОИВА- Братство, 2004. — 200 с.
- Практикум по неорганической химии /под ред. М. М. Буркитбаева, К. Б. Бекишева. Алматы: Қазақ университету 2005. — 230 с. /Соавт.: Н. Н. Нурахметов, Г. С. Куанышева,М. Р. Танашева (и др.).
- Бейорганикалык химия практикумы: оку куралы /ред.басқ. проф. М. М. Буркитбаев, Р.Г Рыскалиева. Алматы: Қазақуниверситеті. — 2005. — 277 с. /Н. Н. Нурахметов, Г. С. Куанышева, М.Р Танашевамен бірге.
- Гидрохимия и физикохимия водохранилищ-охладшелей Казахстана: учеб, пособие. — Ллмагы: Қазак университету 2007. 242 с. Соавт.: Г. В. Таранина.
- Практикум по гидрохимии: учеб.-метод, пособие. -Алматы: Қазақ университеті, 2007. 82 с.
- Химиялык-технологиялық процестерді басқару кур-сына арналған сүрақтар мен жаггыіулар: оқу қүралы. — Алматы: Қазақ университету 2008. — 145 б. / P.F. Рысқалиевамен бірге.
- Бессточные водоемы Казахстана. Т.1. Гидрохимический режим: учеб, пособие. — Алматы: Қазақ университету 2008. — 250 с.
- Вопросы и упражнения к курсу «Системы управления химического технологического процесса»: учеб, пособие. — Алматы: Қазақ университету 2009. — 158 с. /Соавт.: Р. Г. Рыскалиева.
- Практикум по неорганической химии /под ред. М. Буркитбаева. Алматы: Қазақ университету 2009. — 175 с. /Соавт.:Н. Н. Нурахметов, Г. С. Куанышева, М. Р. Танашева и др.
- Бейорганикалык химия практикумы: оку қүралы /ред.басқ. проф. М.М. Бүркітбаев, Р.Ғ Рыскалиева. — Алматы: Қазақ университету 2009. — 195 б. /Н.Н. Нүрахметов, Г.С. Қуанышева, М. Р. Танашевамен бірге.
- Krupa, E., Aubakirova, M., Romanova, S. Factors Affecting Water Quality and the Structure of Zooplankton Communities in Wastewater Reservoirs of the Right-Bank Sorbulak Canal System (South-Eastern Kazakhstan)//Water (Switzerland), 2022, 14(11), 1784 ( 2022г.SJR 0.723, Сайтскор 5,6 в 2023г)
- Krupa, E., Barinova, S., Romanova, S., Aubakirova, M., Ainabaeva, N. Planktonic invertebrates in the assessment of long-term change in water quality of the sorbulak wastewater disposal system (Kazakhstan)//Water (Switzerland), 2020, 12(12), 3409 (2022г.SJR 0.723, Сайтскор 5,6 в 2023г)
- Krupa, E., Romanova, S., Berkinbaev, G., Yakovleva, N., Sadvakasov, E. Zooplankton as indicator of the ecological state of protected aquatic ecosystems (Lake Borovoe, Burabay national nature park, Northern Kazakhstan)//Water (Switzerland), 2020, 12(9), 2580 (2022г.SJR 0.723, Сайтскор 5,6 в 2023г)
- Krupa, E., Barinova, S., Romanova, S. The role of natural and anthropogenic factors in the distribution of heavy metals in the water bodies of kazakhstan//Turkish Journal of Fisheries and Aquatic Sciences, 2019, 19(8), С. 707–718 (IF 1.3, SJR 0.343, Сайтскор 3.0)
- Ramazanova, N.Y., Berdenov, Z.G., Ramazanov, S.K., ...Toksanbaeva, S.T., Wendt, J.Landscape-geochemical analysis of steppe zone basin Zhaiyk//News of the National Academy of Sciences of the Republic of Kazakhstan, Series of Geology and Technical Sciences, 2019, 4(436), страницы 33–41 (Q4 2019)
- Krupa, E.G., Barinova, S.S., Romanova, S.M. Zooplankton Size Structure in the Kolsay Mountain Lakes (Kungei Alatau, Southeastern Kazakhstan) and Its Relationships with Environmental Factors//Water Resources, 2019, 46(3), страницы 403–414 (Q2 2019)
- Beisembayeva, L.K., Ponomarenko, O.I., Matveyeva, I.V., ...Nazarkulova, S.N., Sydykbayeva, S.A. Purification of waters from boron by fattyacids solid-phase extraction//Journal of Chemical Technology and Metallurgy, 2019, 54(3), страницы 617–621 (SJR 0.232)
- Krupa, E.G., Barinova, S.S., Romanova, S.M. Environmental mapping in assessing the impact of environmental factors on the aquatic ecosystem of the Arys River basin, South Kazakhstan//Diversity, 2019, 11(12), страницы 1–16, 239 (Q2 2019)
- Romanova, S.M., Ponomarenko, O.I., Matveyeva, I.V., ...Kazangapova, N.B., Tukenova, Z.A. Evaluation of mulching technology application for cultivation of agricultural crops//Journal of Chemical Technology and Metallurgy, 2019, 54(3), страницы 514–521 (SJR 0.232)
- Romanova, S.M., Kazangapova, N.B. Theory and practice of selfpurification capacities of natural water in Kazakhstan//News of the National Academy of Sciences of the Republic of Kazakhstan, Series of Geology and Technical Sciences, 2018, 1(427), страницы 41–48 (2018 Q4)
- Kazangapova, N.B., Abeuova, S.M., Romanova, S.M., Satova, K.M. Soils of the karagandy forest nursery: The basis of environmental and aesthetic landscapevalue of the region//News of the National Academy of Sciences of the Republic of Kazakhstan, Series of Geology and Technical Sciences, 2017, 6(426), страницы 150–156 (2017 Q4)
- Ponomarenko, O., Matveyeva, I., Beisembayeva, L., Romanova, S. The technology of production of dimethyl ether from exhaust gases of TPP//International Multidisciplinary Scientific GeoConference Surveying Geology and Mining Ecology Management, SGEM, 2017, 17(41), страницы 253–260 (SJR 0.211)
- Romanova, S., Вeisembayeva, L., Ponomarenko, O., Matveyeva, I. Features of chemical composition of reservoir – Cooler of Ekibastuz GRES-1 (Kazakhstan)//International Multidisciplinary Scientific GeoConference Surveying Geology and Mining Ecology Management, SGEM, 2017, 17(31), страницы 285–292 (SJR 0.211)
- Beisembayeva, L., Ponomarenko, O., Matveyeva, I., Romanova, S., Sydykbayeva, S. Coal-mineral sorbents as effective sorbents for removal of boric acid//International Multidisciplinary Scientific GeoConference Surveying Geology and Mining Ecology Management, SGEM, 2017, 17(52), страницы 175–179 (SJR 0.211)
- Ponomarenko, O., Matveyeva, I., Beisembayeva, L., Romanova, S. Effective methods of purification of exhaust gases of tpp from sulfur-containing compounds//International Multidisciplinary Scientific GeoConference Surveying Geology and Mining Ecology Management, SGEM, 2017, 17(51), страницы 353–358 (SJR 0.211)
- Krupa, E.G., Romanova, S.M. Hydrochemistry of reservoirs of the river basin of arys in the territory of the southern Kazakhstan area//News of the National Academy of Sciences of the Republic of Kazakhstan, Series of Geology and Technical Sciences, 2017, 4(424), страницы 77–89 (2017 Q4)
- Romanova, S.M., Ponomarenko, O.I., Niyazbaeva, A.I., Amirgaliev, N.A. Quality of water cooler-reservoir of ekibastuz power plant-1 named after Bulat Nurzhanov//News of the National Academy of Sciences of the Republic of Kazakhstan, Series of Geology and Technical Sciences, 2017, 2(422), страницы 90–98 (2017 Q4)
- Krupa, E.G., Romanova, S.M., Imentai, A.K. Hydrochemical and toxicological characteristics of state national nature park “kolsay kolderi” lakes (Kungei Alatau, south-eastern Kazakhstan)//Nature Conservation Research, 2016, 1(1), страницы 2–10 (H 16)
- Kazangapova, N.B., Kunshygar, D.Z., Romanova, S.M. The hydrochemical characteristic of lake Kopa//News of the National Academy of Sciences of the Republic of Kazakhstan, Series of Geology and Technical Sciences, 2016, 4(418), страницы 79–84
- Romanova, S., Ponomarenko, O., Kazangapova, N., Matveyeva, I., Nazarkulova, S. The impact of fluctuations of temperature on hydrochemistry of cooling reservoir//International Multidisciplinary Scientific GeoConference Surveying Geology and Mining Ecology Management, SGEM, 2015, 1(3), страницы 655–662 (SJR 0.198)
- ● Романова С.М., Сымтыкова Г., Романова И.В., Антонова Н. Характеристика хим.состава и качества воды рек и водоемов Северного склона Илейского Алатау в 2009 году// Гидрометеорология и экология.- 2010.- № 1(56).- С.140-149

● Романова С.М., Турсунова А.А. К вопросу о самоочищающей способности речных вод Казахстана// Гидрометеорология и экология.- 2010.- №  2(57).-С.67-77
● Романова С.М. Кинетика поглощения ионов тяжелых металлов неорганическими сорбентами//
Вест. КазНУ. Сер. хим.: матер. межд. научн. конф. «Коллоиды и поверхности», посвящ. 70-летию К.Б. Мусабекова. – 2010.- №3(59)- С.398-403.●
● Романова С.М., Достай Ж.Д.,  Куншыгар Д., Рысқалиева Р.Ғ., Сымтыкова Г. Іле Алатауының солтүстік беткейіндегі өзен суларының және су қоймаларының химиялық құрамы мен сапасының сипаттамалары// ҚазҰУ хабаршысы. Геогр. сер.- 2010.-№1(30).-55-61б. Алматы: Казак. ун-тi, 2010.
● Казангапова Н.Б., Романова С.М., Нурмухамбетова Н.Н. Гидроэкология и гидрохимия озера Боровое// Вестн. сельскохоз. науки Казахстана.- 2010.- №1.- С.42-47
● Казангапова Н.Б., Романова С.М., Нурмухамбетова Н.Н. Гидроэкологические последствия антропогенного воздействия на оз. Копа// Вестн. сельскохоз. науки Казахстана.- 2010.- №4.- С.28-30
● Романова С.М. Слово о коллеге. В кн.: С любовью к миру и людям.- Алматы.- 2010.- С.200-201
● Романова С.М., Джундибаев А.Е.,Алимкулов С.,Достай Ж.Д.,Кушникова Л.Б. Химический состав воды рек и водоемов Восточно-Казахстанской области за многолетний период// Вопросы географии и геоэкологии.- Алматы.- 2010.-№3 (июль-сентябрь).-С.14-18
● Романова С.М., Рысқалиева Р.Г. Гидрохимия практикумы. Оку куралы. Алматы: Казак. ун-тi, 2011.- 96б. ISBN 978-601-247-270-7
● Романова С.М., Рысқалиева Р.Г. Іле Алатауының Солтустік беткейіндегі өзен суларындағы. Микроэлементтерді зерттеу// ҚазҰУ хабаршысы. Геогр. сер.- №2(33).- Алматы: Казак. ун-тi, 2011.- Б.25-29
● Романова С.М., Рысқалиева Р.Г., Қазанғапова Н.Б. Іле Алатауының Солтустік беткейіндегі өзен суларының минералдануы, иондық қүрамы, еріген газдар және рН мәні// Наука Казахстана, Алматы: Казак. ун-тi,  №2, 2011.- С.285-288
● Рысқалиева Р.Г., Романова С.М. Іле Алатау солтустік беткейіндегі өзен суларының құрамындағы органикалық және биогенді заттар// Вест. КазНУ. Сер. хим. – 2011.- №2(62).- С.83-87
● Романова С.М., Рысқалиева Р.Г. Шу, Есiл, Тобыл, Сырдария өзендерінің көп жылдық цикліндегі су қщймалары мен су ағындарының гидрохимиялық режимі мен су сапасы// ҚазҰУ хабаршысы. Химия сер.- №4(68).- Алматы: Казак. ун-тi, 2012..- С.182-188.
● Романова С.М. Характеристика гидрохимического режима  рек Северного склона Иле Алатау в 2010 году. Сообщение 1. Минерализация, ионный состав, растворенные газы, значение рН// Гидрометеорология и экология.- 2011.- № 2 (61), 2011.- С.120-125.  
● Романова С.М. Характеристика гидрохимического режима  рек Северного склона Иле Алатау в 2010 году. Сообщение 2. Органические и биогенные вещества в воде// Гидрометеорология и экология.- 2011.- № 3(62).- С.125-131. 
● Романова С.М. Характеристика гидрохимического режима  рек Северного склона Иле Алатау в 2010 году. Сообщение 3. Микроэлементы в воде// Гидрометеорология и экология.-  2011.- №4(63).- С.78-83 
● Романова С.М. Исследование состояния карбонатно-кальциевого равновесия воды рек Северного склона Иле Алатау// Гидрометеорология и экология.- 2011.- № 1(60).- С.111-118 
● Romanova S.M. Formation and accumulation of carbonates is one of fundamental problems of hydrochemistry// X1X Mendeleev congress on general and applied chemistry. Abstract book in 4 volumes.- Vol. 1.- Volgograd, 2011.- P.349
● Romanova S., Preisner L. The theoretical basses and methodology of reseaches of antropogenic transformation of hydrochemical regime of reservoirs of arid zones// Polish Journal of Environmental Studies, Vol.20,No.4A, 2011.- P.277-281
● Романова С.М. Методы и методология исследования процессов самоочищения природных вод// Вестник КазНУ им. Аль-Фараби. Сер. хим. №3 (63). Материалы Межд. конф., посвященной 110-летию академика Бектурова  А.Б., Алматы, 2011.- С.258-262.
● Романова С.М., Достай Ж.Д., Турсунов Э.А. Гидрохимический режим рек Восточного Казахстана// Вестник КазНУ им. Аль-Фараби. Сер. Хим. №3 (63). Материалы Межд. конф., посвященной 110-летию академика Бектурова  А.Б., Алматы, 2011.- С.262-264.
● Романова С.М. Мой любимый учитель – Беремжанов Батырбек Ахметович/ В кн.: Эпоха Беремжанова. - Алматы: Казак. ун-тi, 2011.- С.249-251.
● Романова С.М., Турсунов Э.А., Достай Ж.Д., Казангапова Н.Б. Гидрохимия реки Или и ее притоков// Вестник КазНУ им. Аль-Фараби. Сер. Хим. №4 (64). Материалы Межд. конф., посвященной 100-летию Беремжанова Б.А., Алматы, 2011.- С.183-187.
● Романова С.М., Достай Ж.Д. Рыскалиева Р.Г. Ертiс гидроэкологиялык аймагынын суынын сапасы// Вестник КазНУ им. Аль-Фараби. Сер. Хим. №1 (65). Материалы Межд. конф., посвященной 100-летию Беремжанова Б.А., Алматы, 2012.- С.167-170.
● Romanova S. M. Regimen and dynamics of clorine organic pesticides in Рribalkhash area ecosystem// 1st USM – KAZNU International Conference on: "Challenges Of Teaching And Chemistry Research In Institutions Of Higher Learning", 11 – 13th July 2012,             Penang, Malaysia.- Р.53-54
● Romanova S. M. Methodology оf reseach оf antropogenic transformation оf hydrochemical regime and guality of reservoirs оf arid zones – case оf Kazakhstan// Journal of Intern.Scient.Publication. Ecology&Safety-MMT, Vol.6, Part 2 (Bulgaria). 2012.- P.93-99.
● Myrzakhmetova B., Besterekov U., Petropavlovsky I.,  Romanova S. M., Ahnazarova S., Kiselev V. Optimization of process of decomposition phosphorites of Karatau// Eurasian Chemico-Technological Journal, №2 (V.14), 2012.- Р.183-190.
● Романова С.М. Бессточные водоемы Казахстана. Том 2. Качество воды: учебное пособие.- Алматы: Қазақ университеті, 2012.- 165с. ISBN 978-601-247-575-3.
● Достай Ж.Д., Романова С.М., Турсунов Э.А. Водные ресурсы Казахстана: оценка, прогноз, управление. Том VII. Ресурсы речного стока Казахстана. Книга 3. Качество поверхностных вод Казахстана и вопросы международного вододеления (монография). - Алматы: Институт географии МОН РК, 2012.- 216с.
● Romanova S. M., Tursunov A.A. Analysis of the current situation and tendencies of further development of worldwide and local science "safety of water"// International Journal of Biology and  Chemistry, 4 (2012). - P.82-86.
● Казангапова Н.Б., Романова С.М., Кусаинов С.К. Получение вермикомпоста и биогумуса с помощью гибрида красного калифорнийского червя// Сб. научных трудов аспирантов, магистрантов, стажеров-исследователей ЮКГУ им. М. Ауэзова.- №14.- Шымкент, 2013.- С.27-31.
● Романова С.М., Казангапова Н.Б., Заурбеков А.К, Базарбаев А.Т., Карлиханов Т.К. К 80-летию Турсунова Абая Абдурахмановича// Водное хозяйство Казахстана, №12(50), 2013.- С.56-57.
● Романова С.М., Казангапова Н.Б., Нурмуханбетова Н.Н. Краткий курс лекций и тестовые задания по общей и неорганической химии (учебное пособие).- Кокшетау: РИК «Әрекет», 2011.- 252с. ISBN 978-601-80159-1-5
● Romanova Sоfiya, Tursunov Abay, Myrzakhmetov Akhan. Analysis of the current situation and tendencies of further development of worldwide and local science safety of water// International Journal of Engineering and Innovative Technology (IJEIT). Vol.3, Issue 2, August 2013.- P.263-266.
●Романова С.М. Нурахметов Н.Н. Считаю его своим учителем.- В кн.:Ғылымды біліммен ұштастырған ұстаз.- Алматы, 2013.- Б. 293-294.
● Романова С.М. Влияние колебаний температуры на гидрохимические процессы в водохранилище-охладителе// Вестник КазНУ. Сер. экологическая, №2/2(38).- 2013.- С.285-291.
● Романова С.М., Турсунов Э.А., Куншыгар Д.Ж. Донные отложения как фактор формирования качества воды оз. Балхаш и нижнего течения реки Или// Гидрометеорология и экология, №2, 2013.- С.124-131.
● Романова С.М., Турсунов Э.А. Качество воды основных рек Ертисского гидроэкологического района.- Сб. науч.трудов"Пойма реки Иртыш:современное состояние и прогноз".- Павлодар:ПМПИ, 2013.- С.225-230.
● Романова С.М., Достай Ж.Д., Рыскалиева Р.Г. Гидрохимия и гидроэкология рек и водоемов Восточно-Казахстанской области в многолетнем цикле.- Сб науч.трудов"Пойма реки Иртыш:современное состояние и прогноз".- Павлодар:ПМПИ, 2013.- С.230-237
● Романова С.М. Маруан Рахметовна Танашева - одна из первых учениц великого Батырбека Ахметовича и мой учитель.- Кн. Танашева Маруан. 50 жыл ұлағатты ұстаз: Өнегелі өмір. – Алматы: «Ан Арыс» баспасы, 2014.- С.61-63.
● Romanova S., Kazangapova N.,Nurmukhanbetova N. Study of Physical and Chemical Properties of Water Bodies of Kazakhstan.- Meyer B.C.&L.Lundy (Eds.). 2014. Integrated Water Cycle Management in Kazakhstan (textbook).- Almaty:Qazag university, 2014.- P.179-183.
● Романова С.М., Пономаренко О.И. Особенности формирования химического состава воды водоёмов – охладителей  в условиях антропогенного влияния// Гидрометеорология и экология. - №1, 2015.- С.150-156.
● Романова С.М., Пономаренко О.И. Особенности химического состава воды водохранилищ, сооруженных на реках// Гидрометеорология и экология.-№2, 2015.- С.109-121.
● Romanova S., Kazangapova N. Lake Balkhash – a drain less lake.- Meyer B.C.&L.Lundy (Eds.). 2014. Integrated Water Cycle Management in Kazakhstan (textbook).- Almaty:Qazag university, 2014.- P.189-195.
● Романова С.М., Пономаренко О.И. Вопросы и упражнения по дисциплине ВОУД. Минеральное сырье. Безотходная технология(уч.пособие).- Алматы: Қазақ ун-ті,2015.- 164с. ISBN 978-601-04-1118-0
● Романова С.М., Пономаренко О.И.  Химические равновесия в природных водах (уч.пособие).- Алматы: Қазақ ун-ті, 2015.-180с. ISBN 978-601-04-1207-1
●Алипбеки О., Каримсаков К., Казангапова Н., Романова С. Оценка площади водной поверхности и качества воды Коксарайского контрегулятора на основе данных дистанционного зондирования Земли и химического анализа// Вестник КазНАЕН, №3, 2014.- С.67-69.
● Романова С.М. Особенности химического состава воды  водохранилищ, созданных на основе пресных и соляных высыхающих озёр, лиманов// Гидрометеорология и экология,№1(76), 2015.- С. 134-142.
● Романова С.М., Пономаренко О.И.  Вопросы и упражнения по дисциплине ВОУД. Неорганическая химия(уч.пособие).- Алматы: Қазақ ун-ті, 2015.- 142 с. ISBN 978-601-04-1417-4
● Романова С.М., Аканова Г., Куншыгар Д.Ж. Вынос минеральных солей реками северного склона Иле Алатау// Журнал Поиск, №2,  2015г.- С.141-145.
● Казангапова Н.Б., Романова С.М. Лесопригодность почвенных участков Северного лесничества// Вестник КазНУ, сер.эколог., №2/2 (44).- 2015.- С.592-597
● Романова С.М. Памяти Ибрагимовой М.А.// Гидрометеорология и экология, №4, 2014.- С.188-190.
● Романова С.М., Ниязбаева А.И. Табиғи сулар химиясы  (оқу күлары).- Алматы: Қазақ ун-ті, 2015.- 187б.
● Romanova S.М., Ponomarenko O.I., Matveyeva I.V. Ways of formation of information competence of 
Master students in the course "Тheoretical  And Аpplied Нydrochemistry"// International Scientific and Practical Conference “WORLD SCIENCE” (Proceedings of the International Scientific and Practical Conference "Modern Scientific Achievements and Their Practical Application (October 20-21, 2015, Dubai, UAE)"). - 2015. - 3(3), Vol.3. - pp. 49–53.
● Romanova S.М., Ponomarenko O.I., Matveyeva I.V. Efficiency of usage of student-centered approach to study of chemistry// International Scientific and Practical Conference “WORLD SCIENCE” (Proceedings of the International Scientific and Practical Conference "Science and Education - Our Future
(November 22-23, 2015, Ajman, UAE)"). - 2015. - 4(4), Vol.3. - pp. 20–22.
● С. Романова, Н. Казангапова, Н. Нурмуханбетова. Исследование физико-химических свойств водных систем Казахстана.- в Кн.: Бургхард С. Мейер, Лиан Ланди, Ануарбек Какабаев (главные редакторы) Интегрированное управление водными ресурсами в Казахстане. Коллективная монография подготовлена в рамках 5-го конкурса предложений по совместным проектам программы TEMPUS IV. Изд.: Кокше-полиграфия. Кокшетау, 2015.- С.215-220.
● С. Романова, Н. Казангапова. Оз.Балхаш – бессточное озеро.- в Кн.: Бургхард С. Мейер, Лиан Ланди, Ануарбек Какабаев (главные редакторы) Интегрированное управление водными ресурсами в Казахстане. Коллективная монография подготовлена в рамках 5-го конкурса предложений по совместным проектам программы TEMPUS IV. Изд.: Кокше-полиграфия. Кокшетау, 2015.- С.226-231.
● Romanova S.М., Akanova G.Z. Removal mineral salts (including bicarbonate calcium and magnesium) from  Ulken Almaty and Kishi Almaty rivers// International Journal of Biology and Chemistry 8, №2, 71(2015).- Р.71-76.
● Романова С.М,, Ниязбаева А.И. Табиғи сулар химиясы. Оқу құлары. Алматы: Қазақ ун-ті, 2015.- 187 б. ISBN 978-601-04-1353-5
● Романова С.М., Аканова Г.Ж., Пономаренко О.И. Изменение водного и ионного стока рек Улькен Алматы и Киши Алматы в годичном цикле// Вестник КазНУ. Серия хим.,№2(82), 2016.- С.20-25.
● Romanova S.М., Ponomarenko O.I., Matveyeva I.V. Questions and exercises on discipline "Inorganic chemistry" for the specialty "Chemical technology of inorganic substances". - Educational- methodical handbook.-Almaty:Qazag university, 2016.-202p. ISBN 978-601-04-2061-8
● Романова С.М., Пономаренко О.И. Вопросы и упражнения по гидрохимии и неорганической химии(для специальностей «Химия», «Биотехнология», «Гидрология, «Ихтиология, промышленное рыболовство и рыбохозяйство»).-Алматы: Алматы: Қазақ ун-ті, 2016.- 200с. ISBN 978-601-04-2000-7
● Романова С.М, Ниязбаева А.И., Пономаренко О.И. Табиги сулардагы химиялык тепе-тендiктер (оку куралы).- Алматы: Қазақ ун-ті,  , 2016.-166б. ISBN 978-601-04-2407-4
● Romanova S.М., Ponomarenko O.I., Matveyeva I.V. Questions and exercises on discipline "Мineral raw materials of Kazakhstan. Low-waste technology" for the specialty "Chemical technology of inorganic substances". - Educational- methodical handbook.-Almaty:Qazag university, 2016.-169p. ISBN 978-601-04-2483-8
● Romanova Sofiya M., Kazangapova Nurgul B., Alipbeki Ongarbek A.,  Ponomarenko Oksana I., Batsanov Andrei S. Determining Surface Water And Bed Sediment Quality Of Lake Kopa// Artvin Coruh University Journal of Forestry Faculty.- Year: 2016, Vol: 17, Issue: 2, Pages: 148-157. ISSN:2146-1880, e-ISSN: 2146-698X. http://edergi.artvin.edu.tr
●Романова С.М., Танашева М.Р., Пономаренко О.И., Бейсембаева Л.К. Лабораторный практикум по общей химии (учебное пособие).- Алматы: Қазақ ун-ті,  2016.-194с. ISBN 978-601-04-2009-0
● София Романова, Нұргұл Қазанғапова, Нұргұл Нүрмұханбетова. Қазақстан су жүйелерінің физикалық-химиялық қасиеттерін зерттеу. - Қазақстанда су ресурстарын бірлесіп басқару: ұжымдық монография – TEMPUS IV бағдарламасының бірлескен жобалары бойынша ұсынымдардың 5-ші конкурсы шеңберінде дайындалды / бас редакторлары: Б.С. Мейер, Л.Ланди, Р.Н. Нұрділлаева. – Алмат: Қазақ университеті, 2016. – Б. 191-195. ISBN 978-601-04-1667-3
● София Романова, Нұргұл Қазанғапова. Балқаш көлі - ағынсыз көл.- Қазақстанда су ресурстарын бірлесіп басқару: ұжымдық монография – TEMPUS IV бағдарламасының бірлескен жобалары бойынша ұсынымдардың 5-ші конкурсы шеңберінде дайындалды / бас редакторлары: Б.С. Мейер, Л.Ланди, Р.Н. Нұрділлаева. – Алмат: Қазақ университеті, 2016. – Б. 202-205. ISBN 978-601-04-1667-3
● Романова С.М. Вспоминая великих ученых и педагогов современности: Т.К. Чумбалов.- В кн.: Өнгелі Өмір.Таир Чумбалов (Выпуск 96) Алматы:Қазақ ун-ті.-2017.-С.144-145.
● Романова С.М., Пономаренко О.И. Галургия в вопросах и ответах (методические указания).- Алматы: Қазақ ун-ті, 2017.-141с.
● Романова С.М., Пономаренко О.И., Ниязбаева А.И. Гидрохимия және бейорганикалық химия бойынша тесттер мен жаттығулар жинағы (Оқу құралы).-Алматы: Қазақ ун-ті, 2018.-180б. ISBN 978-601-04-3337-3
● Sophia Barinova, Elena Krupa, Sophia Romanova.  The role of plangtonic algae in the ecological assessment of storage- reservoirs of the Ili-Balkhash basin// Transylv. Rev. Syst. Ecol. Res. 20.2 (2018), "The Wetlands Diversity".- Р.1-14/- DOI: 10.2478/trser-2018-0001(Sibiu ‒ Romania)
● Романова С.М., Рыскалиева Р.Г., Пономаренко О.И. Құрғақ аймақтардағы табиғи сулардың өздігінен тазалану қабілеті// 2018) Chem Bull Kazakh Univ 2(89):36-42. http://doi.org/10.15328/cb971, https://bulletin.chemistry.kz/index.php/kaznu/article/view/971
● Романова С.М. Слово о коллеге.- В кн.: Өнгелі Өмір. Алма Сармурзина (Выпуск 132) Алматы:Қазақ ун-ті.-2018.-С.230-231.
● Р.Г.Рыскалиева, Романова С.М., О.И. Пономаренко. Галургия сұрақтары мен жауаптары/оқұ қуралы/.- Алматы: Алматы «Қазақ университеті».-2019.- 100б.